# Dum pro dva
Dum pro dva è un film del 1988 diretto da Milos Zábranský.